# Pierre Firmin-Didot
Pierre Firmin-Didot, né le 23 août 1921 à Mesnil-sur-l'Estrée et mort le 5 janvier 2001 à Mainvilliers est un imprimeur et mécène français.

## Biographie
Héritier de la dynastie Firmin-Didot, il consacre une partie de sa fortune personnelle à des œuvres de mécénat en faveur de la cathédrale de Chartres.
Il initie notamment une campagne de restauration du grand orgue en 1964 qu'il prolonge en 1970 en fondant une association qui portera un concours international « Grand Prix de Chartres » et le Festival international d'orgue de Chartres.
Son action se poursuit par la création du Centre international du Vitrail (1980) puis de l'association « Chartres sanctuaire du monde » qui collecte des dons d'entreprises et de particuliers,.

## Distinctions
- Chevalier de la Légion d'honneur
- Officier de l'ordre national du Mérite
- Chevalier de l'ordre du Mérite agricole